# Bál a Moulin de la Galette-ben (festmény)
A Bál a Moulin de la Galette-ben (Bal au Moulin de la Galette) Pierre-Auguste Renoir egyik leghíresebb festménye. A művész 1876-ban festette a képet és 1877-ben kiállította azt az impresszionisták 3. kiállításán Párizsban. Jelenleg a festmény a párizsi Musée d’Orsay-ban tekinthető meg.

## Témája
Renoir e képén is a rá jellemző természetességgel ábrázolja az életöröm megnyilvánulásait. A Moulin de la Galette a Montmartre egyik kedvelt szórakozóhelye volt ebben az időben; maga a Montmartre azonban egészen más volt, mint manapság. Elsősorban kétkezi munkások és nagyon szerény körülmények között élő művészek laktak ebben a külvárosi negyedben. A nyári, hetenkénti táncos összejövetel a kerthelyiségben életük fénypontjai közé tartozott.
A kép tipikus impresszionista technikával készült, megeleveníti a fények játékát a szórakozó társaság tagjain is. A képen szereplő személyek között Renoir megörökítette barátait, ismerőseit.

## Utóélete
Renoir a képet elkészítette egy kisebb, 78 x 114 cm-es változatban is. Ezt a változatot 1990. május 17-én 78,1 millió USD-ért megvásárolta a Sotheby’s aukcióján New York-ban Saito Ryoei japán üzletember. Ugyancsak Saito volt a tulajdonosa ekkor a világ másik legdrágább festményének, Vincent van Gogh Dr. Gachet-ről készített portréjának.
Saito nemzetközi felháborodást keltett 1991-ben azzal a kijelentésével, hogy halálakor a két képet el kívánja hamvasztatni a saját holttestével együtt. Az üzletember azonban később tönkrement és a letétbe helyezett képet hitelezői ismeretlen áron eladták egy meg nem nevezett - sajtóértesülések szerint svájci - gyűjtőnek.
2006 decemberében ez a kép (azaz a kisebb változat) az 1990-es ára alapján még mindig a hetedik legdrágábban eladott festmény volt a világon.